# باشگاه فوتبال استقلال تهران در فصل ۱۳۶۹
باشگاه فوتبال استقلال تهران در فصل ۱۳۶۹ ۴۵امین فصل فعالیت تیم استقلال در فوتبال ایران بود. در این سال استقلال در مسابقات جام باشگاه‌های تهران ۱۳۶۹ و بازیهای جام حذفی ایران ۱۳۶۹ شرکت کرد. سال ۱۳۶۹ سال دوم شدن برای استقلال بود و آبی‌پوشان تهران هم در لیگ تهران به عنوان دومی بسنده کردند و هم در جام حذفی ایران در بازی فینال و در ضربات پنالتی مغلوب تیم ملوان انزلی شده و به عنوان دومی راضی شدند. استقلال در این سال دو بازی دوستانه با دو تیم خارجی تیم ملی ب شوروی و تیم بانیک استراوا چکسلواکی انجام داد.

## مرور فصل
استقلال که فصل گذشته را با قهرمانی ایران به پایان برده بود در این فصل نتوانست قهرمانی در باشگاههای تهران را تکرار کند و بعد از پیروزی در رده دوم جدول ایستاد و در جام حذفی ایران نیز در بازی فینال در برابر ملوان انزلی قرار گرفت و بازی پس از ۱۲۰ دقیقه به ضربات پنالتی کشید و در حالی که هر دو تیم پنج ضربه اول را گل کرده بودند به سراغ ضربه ششم رفتند. برای استقلال کاپیتان شاهین بیانی پشت ضربه ایستاد و در عین ناباوری ضربه بیانی به تیر دروازه خورد و حال اگر ضربه ششم ملوان گل میشد این تیم جام حذفی را بالای سر میبرد محمدقدیر بحری پشت ضربه پنالتی ششم ملوان ایستاد و توپ را تبدیل به گل کرد تا بدین ترتیب استقلال پس از دومی در لیگ تهران در چام حذفی هم دوم شود. اولین جرقه ورود سیاسیون و سیاست به باشگاه استقلال در سال ۱۳۶۹ زده شد. جایی که علی آقامحمدی (عضو شورای پول بانک مرکزی) برای کمک به دوست و همکارش کردنوری (مدیرعامل باشگاه)برای دریافت کمک با دکتر غفوری‌فرد تماس گرفت. یک قرار ملاقات منجر شد به حکمی از سوی دکتر غفوری‌فرد برای علی آقامحمدی. علی آقامحمدی چشم انداز خوبی برای استقلال داشت و میخواست با بلند پروازی باشگاه استقلال را به موفقیت نزدیک کند. او پس از ورود فهرست بلندبالایی از نمایندگان مجلسی و سیاستمداران شناختی برای استقلال تهیه کرد. در فهرست او به نامهایی چون احمد مسجدجامعی، مجید قاسمی رئیس کل وقت بانک مرکزی (به عنوان مشاور اقتصادی و کمیته بسکتبال)، منوچهری مدیرعامل وقت بانک ملت (به عنوان مسوول ساختمان‌های شهرستان‌ها) برمی‌خوریم. اما این شرایط دوام چندانی نیافت. پس از مشکلات مالی اولیه، قرار شد وزارت کشاورزی وارد ماجرا شود. از اینجا بود که ایروانی هم وارد بازی شد. مردی که روزی وزیر امور اقتصادی و دارایی بود و در آن سالها فالم مقام وزارت کشاورزی بود. در ۶ اردیبهشت ماه سال ۶۹ طی حکمی از سوی آقای محمدی، رئیس هیئت مدیره باشگاه فرهنگی ورزشی استقلال سید کاظم اولیائی به سمت سرپرست تیم فوتبال استقلال منصوب شد. وی همچنین معاونت باشگاه را نیز عهده دار می باشد. در این فصل احمدرضا عابدزاده، مهدی فنونی‌زاده و عباس سرخاب به استقلال پیوستند در همین سال احمدرضا عابدزاده دروازه بان تیم استقلال به عنوان مرد سال فوتبال ایران شناخته شد.

## بازیکنان
در این فصل ترکیب استقلال متشکل از این بازیکنان بود: احمدرضا عابدزاده، شاهین بیانی، رضا حسن‌زاده، جواد زرینچه، فرشاد فلاحت‌زاده، شاهرخ بیانی، عباس سرخاب، مهدی فنونی‌زاده، امیر هاشمی‌مقدم، صمد مرفاوی، عبدالعلی چنگیز، امیر قلعه‌نویی، رضا احدی، محمدرضا شکورزاده، حمید آقا بابازاده، محمود کلهر، کوروش تشت‌زر، خسرو پارسا، بهمن ترکاشوند، اصغر امان‌زاده.

## بازی‌ها

### قهرمانی باشگاههای تهران
منبع
| ۱۹ تیر ۱۳۶۹ ۲ | استقلال تهران                     | ۱ – ۰ | بانک تجارت تهران | تهران                                             |
|               | سرخاب ۷۸' · شاهین بیانی · ورمزیار |       | ابوالفضل احمدی   | ورزشگاه: شیرودی تماشاگران: ۱۵۰۰۰ داور: محمد ریاحی |

| ۲۲ تیر ۱۳۶۹ ۳ | استقلال تهران                | ۲ – ۰ | بنیاد شهید تهران | تهران                                               |
|               | شاهرخ بیانی ۱۸' · مرفاوی ۷۶' |       | عالمی            | ورزشگاه: شیرودی تماشاگران: ۱۷۰۰۰ داور: حسین خوشخوان |

| ۱۱ آبان ۱۳۶۹ ۴ | استقلال تهران                                                | ۲ – ۰ | نیروی زمینی تهران             | تهران                                                |
|                | مرفاوی ۳۶' (پنالتی) · سرخاب ۴۰' · فنونی‌زاده · مرفاوی · پارسا |       | غلامحسین حسنوی  محمود بهر‌آور  | ورزشگاه: آزادی تماشاگران: ۳۵۰۰۰ داور: منوچهر ایلدروم |

| ۱۸ آبان ۱۳۶۹ ۵ | استقلال تهران          | ۱ – ۰ | دارایی تهران   | تهران                                              |
|                | مرفاوی ۶۵' · فنونی‌زاده |       | مصطفی قنبرپور  | ورزشگاه: آزادی تماشاگران: ۵۰۰۰۰ داور: حسین خوشخوان |

| ۲۵ آبان ۱۳۶۹ ۶ | استقلال تهران                      | ۲ – ۰ | آرارات تهران               | تهران                                               |
|                | ورمزیار ۱' · چنگیز ۸۹' · فلاحت‌زاده |       | ویگن زینلی مارکار نرسیسیان | ورزشگاه: شیرودی تماشاگران: ۳۰۰۰۰ داور: حسین خوشخوان |

| ۱ آذر ۱۳۶۹ ۷ | استقلال تهران                                          | ۳ – ۰ | ژاندارمری تهران | تهران                                                 |
|              | چنگیز ۵۶' · سرخاب ۵۹' · مرفاوی ۸۹' (پنالتی) · شکورزاده |       | رضا ناظرزاده    | ورزشگاه: شیرودی تماشاگران: ۲۰۰۰۰ داور: علیرضا صادقی‌جو |

| ۱۵ آذر ۱۳۶۹ ۸ | استقلال تهران   | ۱ – ۱ | وحدت تهران | تهران                                              |
|               | شاهرخ بیانی ۲۸' |       | کشاورز ۴۱' | ورزشگاه: شیرودی تماشاگران: ۲۵۰۰۰ داور: هادی دزفولی |

| ۱۹ آذر ۱۳۶۹ ۹ | استقلال تهران                           | ۲ – ۰ | راه‌آهن تهران | تهران                                             |
|               | مرفاوی ۶۰' (پنالتی) · سرخاب ۸۴' · پارسا |       | هوشنگ مریخی  | ورزشگاه: آزادی تماشاگران: ۸۰۰۰ داور: حسین خوشخوان |

| ۲۲ آذر ۱۳۶۹ ۱۰ | استقلال تهران | ۱ – ۰ | هما تهران | تهران                                            |
|                | سرخاب ۵'      |       |           | ورزشگاه: آزادی تماشاگران: ۳۰۰۰۰ داور: حسین عسگری |

| ۲۶ آذر ۱۳۶۹ ۱۱                                      | استقلال تهران             | ۳ – ۰ | پورا تهران | تهران                                               |
|                                                     | مرفاوی ۱'، ۹۰' · احدی ۵۶' |       |            | ورزشگاه: آزادی تماشاگران: ۱۵۰۰۰ داور: داوود کریم‌پور |
| یادداشت: گل صمد مرفاوی در ثانیه ۲۰ بازی به ثمر رسید |                           |       |            |                                                     |

| ۲۹ آذر ۱۳۶۹ ۱۲ | استقلال تهران | ۰ – ۰ | پاس تهران           | تهران                                            |
|                | حسن‌زاده       |       | غلامپور  نامجومطلق  | ورزشگاه: آزادی تماشاگران: ۸۰۰۰۰ داور: محمد ریاحی |

| ۳ دی ۱۳۶۹ ۱۳ | استقلال تهران                                              | ۳ – ۱ | عقاب تهران                                    | تهران                              |
|              | مرفاوی ۱۱' · سرخاب ۲۷'، ۵۹' · شکورزاده · قلعه‌نویی · مرفاوی |       | سعید تهرانی‌نژاد ۱' · اصغر نعلچگر  · علی خانی  | ورزشگاه: شیرودی داور: رشید حسن‌زاده |

| ۷ دی ۱۳۶۹ ۱۴ | استقلال تهران | ۱ – ۰ | بانک صنعت‌و‎معدن تهران | تهران                                             |
|              | سرخاب ۵۸'     |       | حسن جاور             | ورزشگاه: آزادی تماشاگران: ۳۵۰۰۰ داور: علی آرارسته |

| ۲۸ دی ۱۳۶۹ ۱۵ (دربی ۳۴) | استقلال تهران                                                                  | ۱ – ۱ | پیروزی تهران                     | تهران                           |
|                         | شاهین بیانی '۳۰ · شاهرخ بیانی ۶۲' (پنالتی) · حسن‌زاده  · فلاحت‌زاده  · قلعه‌نویی  |       | یوسفی '۳۰ · پیوس ۷۵' · محمدخانی  | ورزشگاه: آزادی تماشاگران: ۸۰۰۰۰ |

| ۱ بهمن ۱۳۶۹ ۱۶ | استقلال تهران | ۱ – ۰ | بانک سپه تهران | تهران                                               |
|                | سرخاب ۴۷'     |       | رضا بیسادی     | ورزشگاه: شیرودی تماشاگران: ۱۰۰۰۰ داور: حسین خوشخوان |

| ۵ بهمن ۱۳۶۹ ۱۷ | استقلال تهران                                        | ۴ – ۱ | گسترش تهران                                  | تهران                                            |
|                | سرخاب ۶۲' · مرفاوی ۷۵'، ۸۰'، ۸۷' (پنالتی) · قلعه‌نویی |       | سعید تهمتن ۸۹' · محمد شهبندیان  · امیر قاسمی | ورزشگاه: آزادی تماشاگران: ۵۰۰۰۰ داور: محمد ریاحی |

### جایگاه در جدول
| رتبه | باشگاه        | بازی | برد | مساوی | باخت | گل‌زده | گل‌خورده | امتیاز |
| ---- | ------------- | ---- | --- | ----- | ---- | ----- | ------- | ------ |
| ۱    | پیروزی تهران  | ۱۷   | ۱۳  | ۴     | ۰    | ۳۴    | ۸       | ۳۰     |
| ۲    | استقلال تهران | ۱۷   | ۱۳  | ۴     | ۰    | ۲۹    | ۵       | ۳۰     |
| ۳    | پاس تهران     | ۱۷   | ۱۰  | ۶     | ۱    | ۲۷    | ۴       | ۲۶     |

منبع

### جام حذفی ایران
منبع

| ۲۶ تیر ۱۳۶۹ ۱/۳۲ نهایی | استقلال تهران                   | ۲ – ۱ | راه‌آهن تبریز                       | تهران                                             |
|                        | فنونی‌زاده ۶۲' · شاهرخ بیانی ۸۳' |       | داود بختیاری ۸۹' · محمدحسین پناهی  | ورزشگاه: شیرودی تماشاگران: ۱۰۰۰۰ داور: محسن زمانی |

| ۷ مهر ۱۳۶۹ ۱/۱۶ نهایی | نیرو راستی باختران | ۰ – ۲ | استقلال تهران              | کرمانشاه                         |
|                       |                    |       | فلاحت‎‌زاده ۴۴' · چنگیز ۷۲'  | ورزشگاه: باختران تماشاگران: ۳۰۰۰ |

| ۱۳ مهر ۱۳۶۹ ۱/۱۶ نهایی | استقلال تهران | ۱ – ۰ | نیرو راستی باختران | تهران           |
|                        | احدی ۲۳'      |       |                    | ورزشگاه: شیرودی |

| ۲۲ آبان ۱۳۶۹ ۱/۸ نهایی | استقلال تهران | ۱ – ۰ | استقلال اهواز | تهران                                               |
|                        | مرفاوی ۲۳'    |       | صبیح ساران    | ورزشگاه: شیرودی تماشاگران: ۲۰۰۰۰ داور: حسین خوشحوان |

| ۲۸ آبان ۱۳۶۹ ۱/۸ نهایی | استقلال اهواز | ۰ – ۲ | استقلال تهران                                   | اهواز                                                |
|                        | تهامی  '۵۰    |       | احدی ۶۰' · مرفاوی ۸۲' · شاهرخ بیانی · فلاحت‌زاده | ورزشگاه: تختی تماشاگران: ۴۰۰۰۰ داور: مهدی ابر نیرویی |

| ۵ آذر ۱۳۶۹ ۱/۴ نهایی | ژاندارمری اصفهان | ۰ – ۱ | استقلال تهران           | اصفهان                                                   |
|                      |                  |       | چنگیز ۵۳' · شاهین بیانی | ورزشگاه: ۲۲ بهمن تماشاگران: ۳۰۰۰۰ داور: علی‌نقی مصطفی‌نژاد |

| ۱۲ آذر ۱۳۶۹ ۱/۴ نهایی | استقلال تهران                                                  | ۳ – ۰ | ژاندارمری اصفهان | تهران                                              |
|                       | تشت‌زر ۳۵' · سرخاب ۴۷' · چنگیز ۸۹' · امن‌زاده · شکورزاده · پارسا |       |                  | ورزشگاه: شیرودی تماشاگران: ۱۵۰۰۰ داور: حسین تهرانی |

| ۱۹ بهمن ۱۳۶۹ نیمه نهایی                                                                                              | استقلال تهران  | ۰ – ۰ (۳–۰ پنالتی)             | پاس تهران           | تهران                                              |
| | حسن‌زاده مرفاوی |                                | غنی‌زاده  نامجومطلق  | ورزشگاه: آزادی تماشاگران: ۲۵۰۰۰ داور: حسین خوشخوان |
| | ضربات پنالتی   |                                |                     |                                                    |
| فنونی‌زاده · ورمزیار · قلعه‌نویی                                                                                       |                | مدیرروستا · خاکپور · نامجومطلق |                     |                                                    |
| یادداشت: عابدزاده ضربه پنالتی مدیرروستا را مهار کرد و ضربات پنالتی خاکپور و نامجومطلق به بیرون از چارچوب دروازه رفت. |                |                                |                     |                                                    |

| ۲۶ اسفند ۱۳۶۹ فینال                                           | استقلال تهران | ۰(۵) – (۶)۰ (۵ – ۶ پنالتی)                                 | ملوان انزلی | تهران                                              |
|                                                               | ورمزیار       |                                                            |             | ورزشگاه: آزادی تماشاگران: ۶۰۰۰۰ داور: حسین خوشخوان |
|                                                               | ضربات پنالتی  |                                                            |             |                                                    |
| فنونی‌زاده · ورمزیار · قلعه‌نویی · مرفاوی · سرخاب · شاهرخ بیانی |               | احمدزاده · قایقران · قنبرنژاد · محمدیان · پرورشخواه · بحری |             |                                                    |
| یادداشت: به صورت تک بازی در تهران و ورزشگاه آزادی انجام شد    |               |                                                            |             |                                                    |

### جام باشگاه‌های آسیا ۹۱–۱۹۹۰
| ۵ مرداد ۱۳۶۹ مرحله گروهی | السد قطر                     | ۱–۱ | استقلال ایران                     | دوحه، قطر                                                          |
|                          | نامجومطلق ۲۸' · یوسف الثانی  |     | مرفاوی ۳' · شاهرخ بیانی · افتخاری | ورزشگاه: ورزشگاه القطر دوحه تماشاگران: ۵۰۰۰ داور: یوسف شریف العلوی |

| ۱۲ مرداد ۱۳۶۹ مرحله گروهی | استقلال ایران | ۱–۰ | السد قطر      | تهران، ایران                               |
|                           | مرفاوی ۸۶'    |     | سلطان البخیط  | ورزشگاه: ورزشگاه آزادی تهران داور: نزاواجی |

## بازی دوستانه
منبع
| ۱۵ تیر ۱۳۶۹ دوستانه ۱ | استقلال تهران   | ۲ – ۳ | بانیک استراوا چکسلواکی                                            | تهران                                                   |
|                       | مرفاوی ۱۶'، ۸۹' |       | زیدنک اولندو ۴' · دونات هوروات ۹' · ایری استاش ۲۰' · وسان سیالینی | ورزشگاه: آزادی تهران تماشاگران: ۳۰۰۰۰ داور: هادی دزفولی |

| ۸ شهریور ۱۳۶۹ دوستانه ۲ | استقلال همدان          | ۲ – ۳ | استقلال                    | همدان           |
|                         | محمد شکری ۷۰' · ؟  ۷۲' |       | سرخاب ۷'، ۸۰' · کلهر  ۳۶'  | تماشاگران: ۷۰۰۰ |

| ۹ آذر ۱۳۶۹ دوستانه ۳ | استقلال تهران | ۰ – ۳ | تیم ملی ب شوروی                                               | تهران                                                   |
|                      |               |       | ادوارد سون ۳۷'، ۵۹' · سرگنی گیریاکیف ۹۰' · سرگئی اشماتو والکو | ورزشگاه: آزادی تهران تماشاگران: ۵۰۰۰۰ داور: منوچهر نظری |

## آمار فصل

### عملکرد کلی تیم در فصل
| عنوان بازیها    | بازی | برد | مساوی | باخت | گل‌زده | گل‌خورده | تفاضل | درصد برد |
| --------------- | ---- | --- | ----- | ---- | ----- | ------- | ----- | -------- |
| باشگاههای تهران | ۱۷   | ۱۳  | ۴     | ۰    | ۲۹    | ۵       | ۲۴    | ۷۶٪      |
| جام حذفی        | ۱۰   | ۸   | ۲     | ۰    | ۱۴    | ۱       | ۱۳    | ۸۰٪      |
| باشگاههای آسیا  | ۲    | ۱   | ۱     | ۰    | ۲     | ۱       | ۱     | ۵۰٪      |
| جمع             | ۲۹   | ۲۲  | ۷     | ۷    | ۴۵    | ۷       | ۳۸    | ۷۶٪      |

### تعداد بازی
| #  | بازیکن           | مسابقات   | مسابقات  | مسابقات        | جمع |
| #  | بازیکن           | لیگ تهران | جام حذفی | باشگاههای آسیا | جمع |
| -- | ---------------- | --------- | -------- | -------------- | --- |
| ۱  | عباس سرخاب       | ۱۶        | ۱۰       | ۱              | ۲۷  |
| ۲  | مهدی فنونی‌زاده   | ۱۶        | ۸        | ۲              | ۲۶  |
| ۳  | رضا حسن‌زاده      | ۱۶        | ۷        | ۲              | ۲۵  |
| ۴  | شاهین بیانی      | ۱۶        | ۷        | ۱              | ۲۴  |
| ۵  | صمد مرفاوی       | ۱۶        | ۶        | ۲              | ۲۴  |
| ۶  | جواد زرینچه      | ۱۵        | ۷        | ۲              | ۲۴  |
| ۷  | عبدالعلی چنگیز   | ۱۴        | ۷        | ۲              | ۲۳  |
| ۸  | شاهرخ بیانی      | ۱۲        | ۷        | ۲              | ۲۱  |
| ۹  | صادق ورمزیار     | ۱۲        | ۷        | ۲              | ۲۱  |
| ۱۰ | فرشاد فلاحت‌زاده  | ۱۳        | ۷        | ۰              | ۲۰  |
| ۱۱ | رضا احدی         | ۱۱        | ۷        | ۱              | ۱۹  |
| ۱۲ | احمدرضا عابدزاده | ۱۱        | ۳        | ۲              | ۱۶  |
| ۱۳ | خسرو پارسا       | ۹         | ۶        | ۱              | ۱۶  |
| ۱۴ | محمدرضا شکورزاده | ۸         | ۵        | ۰              | ۱۳  |
| ۱۵ | امیر قلعه‌نویی    | ۷         | ۵        | ۱              | ۱۳  |
| ۱۶ | حمید بابازاده    | ۶         | ۷        | ۰              | ۱۳  |
| ۱۷ | محمود کلهر       | ۶         | ۵        | ۰              | ۱۱  |
| ۱۸ | امیر هاشمی‌مقدم   | ۳         | ۳        | ۱              | ۷   |
| ۱۹ | بهمن ترکاشوند    | ۳         | ۴        | ۰              | ۷   |
| ۲۰ | کوروش تشت‌زر      | ۲         | ۴        | ۰              | ۶   |
| ۲۱ | علی افتخاری (۱)  | ۰         | ۰        | ۲              | ۲   |
| ۲۲ | اصغر امن‌زاده     | ۰         | ۱        | ۰              | ۱   |
| ۲۳ | مهدی ابطحی (۱)   | ۰         | ۰        | ۱              | ۱   |

۱- به عنوان بازیکن کمکی در بازیهای جام باشگاههای آسیا برای استقلال بازی کردند

### کاپیتان‌های فصل
| رده | نام            | باشگاههای تهران | جام حذفی | جام باشگاهها | جمع |
| --- | -------------- | --------------- | -------- | ------------ | --- |
| ۱   | شاهرخ بیانی    | ۱۱              | ۶        | ۲            | ۱۹  |
| ۲   | شاهین بیانی    | ۶               | ۲        | ۰            | ۸   |
| ۳   | عبدالعلی چنگیز | ۰               | ۲        | ۰            | ۲   |

- فقط کاپینانهایی که بازی را شروع کرده‌اند در این جدول قرار گرفته‌اند و کاپیتانهای تعویضی محاسبه نشده‌اند.

## تیم جوانان
در این سال مسابقات فوتبال جوانان تهران با شرکت ۱۸ تیم در یک گروه برگزار گردید که در پایان تیم فوتبال بانک ملی به مقام قهرمانی این مسابقات رسید و تیم فوتبال جوانان استقلال با کسب ۱۸ امتیاز به مقام نهم رسید. در این سال تیم فوتبال جوانان استقلال در مسابقات جام حذفی تهران در فینال مسابقات مغلوب تیم جوانان انتظام گردید و به مقام نایب قهرمانی رسید.

## سایر ورزشها
در مسابقات بسکتبال بانوان باشگاههای تهران تیم بسکتبال بانوان استقلال تهران توانست به مقام قهرمانی باشگاههای تهران دست یابد.
اعضای تیم بانوان استقلال عبارت بودند از: ژیلا فارغی، گلوریا کیانی، پریسا الوندی‌پور، شهناز علیزاده، بهناز ستوده، ویدا پورغلام، طاهره میری، فاطمه مرادی، فتانه ملک، شبنم کلاهی، چیترا دادخواه، فاطمه یوسفی و مربی تیم: فرح فارمی.
در مسابقات تنیس باشگاههای تهران تیم تنیس باشگاه استقلال تهران توانسته به مقام قهرمانی باشگاههای تهران دست یابد. اعضای تیم پلیس استقلال عبارت بودند از: کامبیز در فشی جوان، حسین اکبری، نوروز شاه قلی، اصغر مظاهری، اسماعیل پوررحیم، رامین رضائی، علی ابریشمی.